# История Берлина

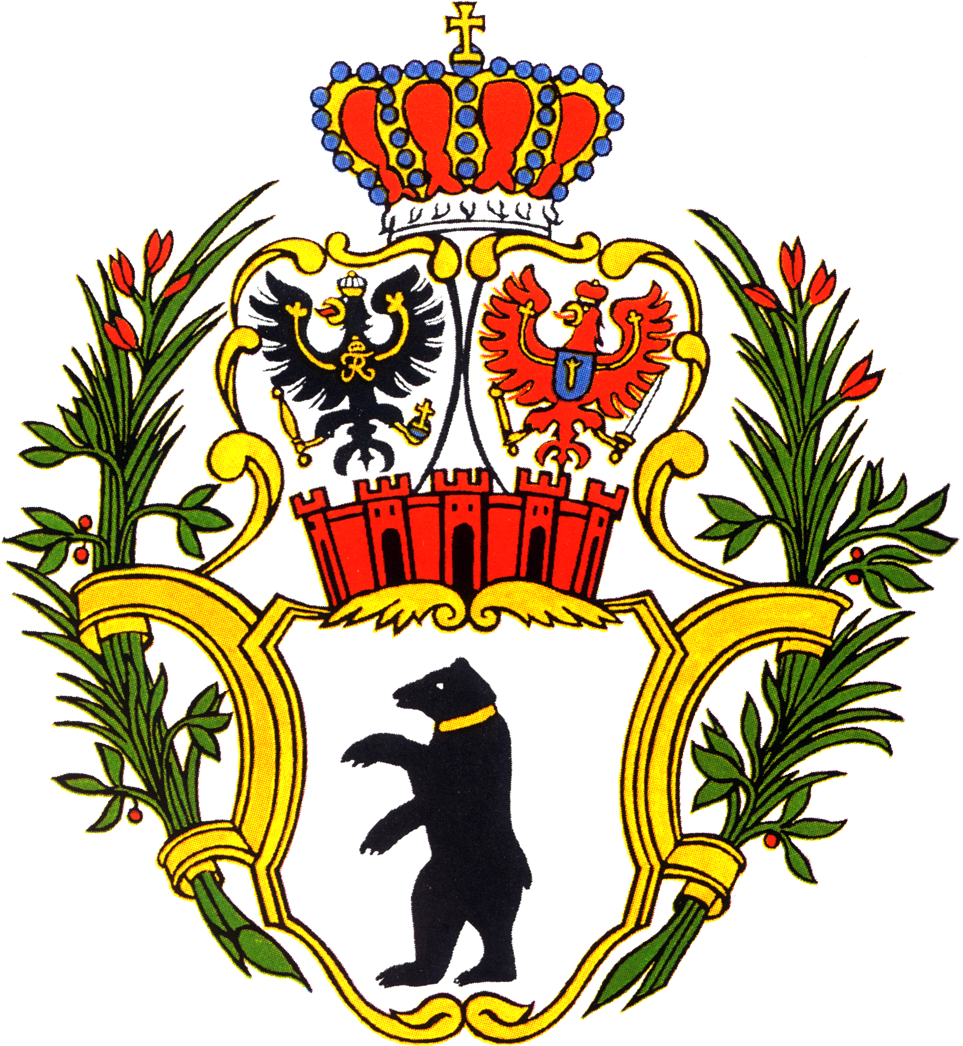
Большой герб Берлина. 1839

Берлин можно не любить, но нужно быть слепым, чтобы не видеть, что именно здесь история завязала свой гордиев узел.
История Берлина берёт своё начало задолго до первого документального упоминания, ещё в доисторический период берлинского региона. Свидетельства этого древнего этапа заселения региона представлены в берлинском Музее доисторического периода и ранней истории, а также в исторической реконструкции деревни-музея Дюппель, где также демонстрируются средневековые ремёсла.

## Истоки

### Окончание Вислинского оледенения
Изделия из кремня и обработанной кости позволяют сделать заключение о наличии поселений человека в берлинском регионе за 60 тыс. лет до нашей эры. В это время обширные пространства северной и восточной Германии были покрыты ледниками последнего оледенения, охватившего период приблизительно с 110 000 до 8 000 лет до нашей эры. В Барутской долине, расположенной в 75 км к югу от Берлина, континентальный ледник достиг своих максимальных размеров приблизительно 20 тысяч лет назад. Около 19 тысяч лет назад берлинский регион, низменность которого относят к молодым моренам Вислинского оледенения, освободился от ледяного покрова. Около 18 тысяч лет назад талые воды сформировали Берлинскую долину, по которой пролегло русло реки Шпрее.
Параллельно течению Шпрее образовались плато Барним и Тельтов. После схода льдов северных оленей вытеснили косули, олени, лоси и кабаны. Люди, жившие охотой, начали строить постоянные жилища. В девятом тысячелетии до нашей эры на берегах Шпрее, Даме и Беке расселились охотники и рыболовы, оставившие после себя наконечники стрел, скребки и кремнёвые топоры.

### Германцы, славяне и образование Бранденбургской марки

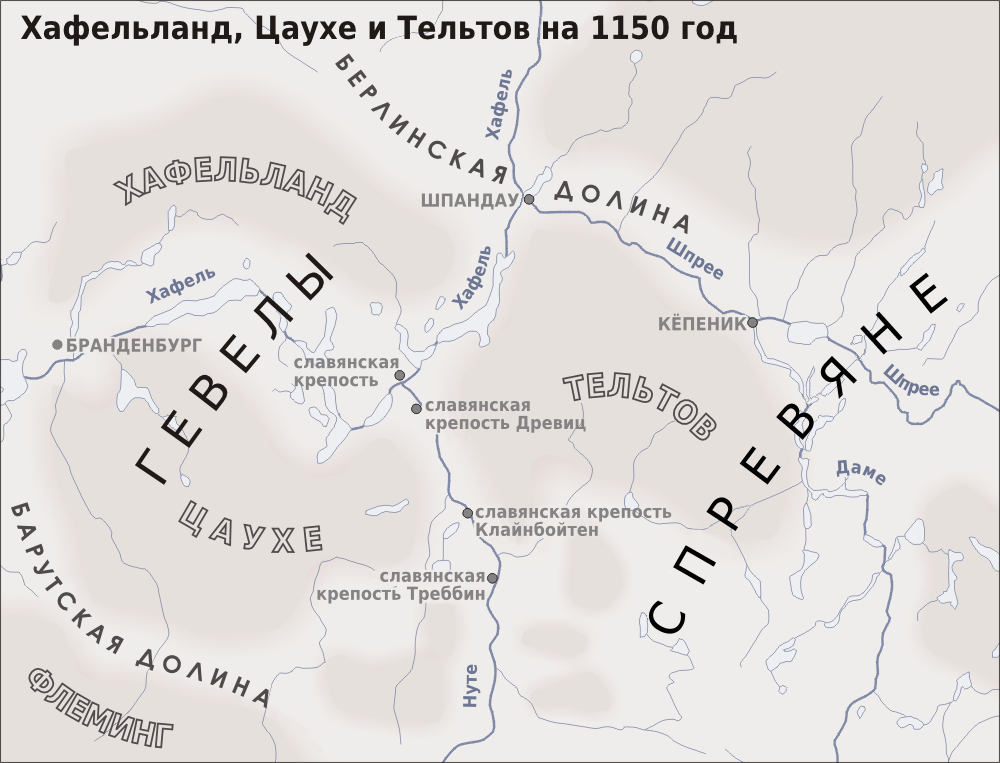
Берлинский регион на 1150 год

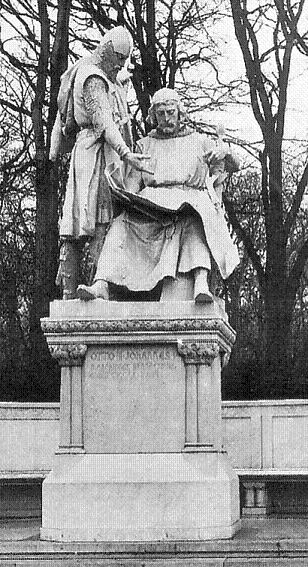
Иоганн I и Оттон III над городской грамотой Берлина-Кёльна. Памятник на аллее Победы в Берлине. 1900

В четвёртом тысячелетии до нашей эры сформировались культуры, занимавшиеся земледелием и скотоводством, пользовавшиеся керамическими изделиями и делавшие запасы продовольствия. С VI века до н. э. территория заселялась преимущественно германцами: в исторических источниках упоминаются семноны (одна из ветвей свевов) и бургунды.
В IV и V веках н. э. большая часть германских племён покинула свои территории проживания на Хафеле и Шпрее и направилась в направлении Верхнего Рейна в Швабию, что привело к снижению численности населения в берлинском регионе, по-прежнему германского. В VI веке славянские племена устремились в Лужицу, а около 720 года они появились на территории современного Берлина, заселяя старые германские городища и осваивая ранее не заселённые территории.
Славянский период истории Берлина завершился в 1157 году с основанием Бранденбургской марки Альбрехтом Медведем. После нескольких неудачных попыток предшествующих веков Асканиям удалось разбить славян, возглавляемых Яксой из Копаницы, и овладеть их крепостью Бранденбург. Первые деревни на территории современного Большого Берлина появились на новых землях Тельтова, присоединённых к марке асканийскими маркграфами, искусными политиками, мудро использовавшими возможности международного духовного ордена цистерцианцев из монастыря Ленин и рыцарей-тамплиеров из комтурства Темпельхоф.

## Бранденбургская марка от Виттельсбахов до Потсдамского эдикта
После смерти в 1320 году последнего из бранденбургских Асканиев Генриха II его дядя, император Священной Римской империи Людовик IV, представитель рода Виттельсбахов, передал Бранденбургскую марку своему старшему сыну Людвигу Бранденбургскому. С приходом к власти Виттельсбахов ситуация в Бранденбурге обострилась. В 1325 году жители Берлина и Кёлльна сожгли пастора Николауса Бернауского, поддерживавшего папу Иоанна XXII в борьбе против императора, за что на Берлин был наложен папский интердикт.
В 1380 году в Берлине случился крупный пожар, жертвами которого пали, в частности, ратуша и почти все церкви.

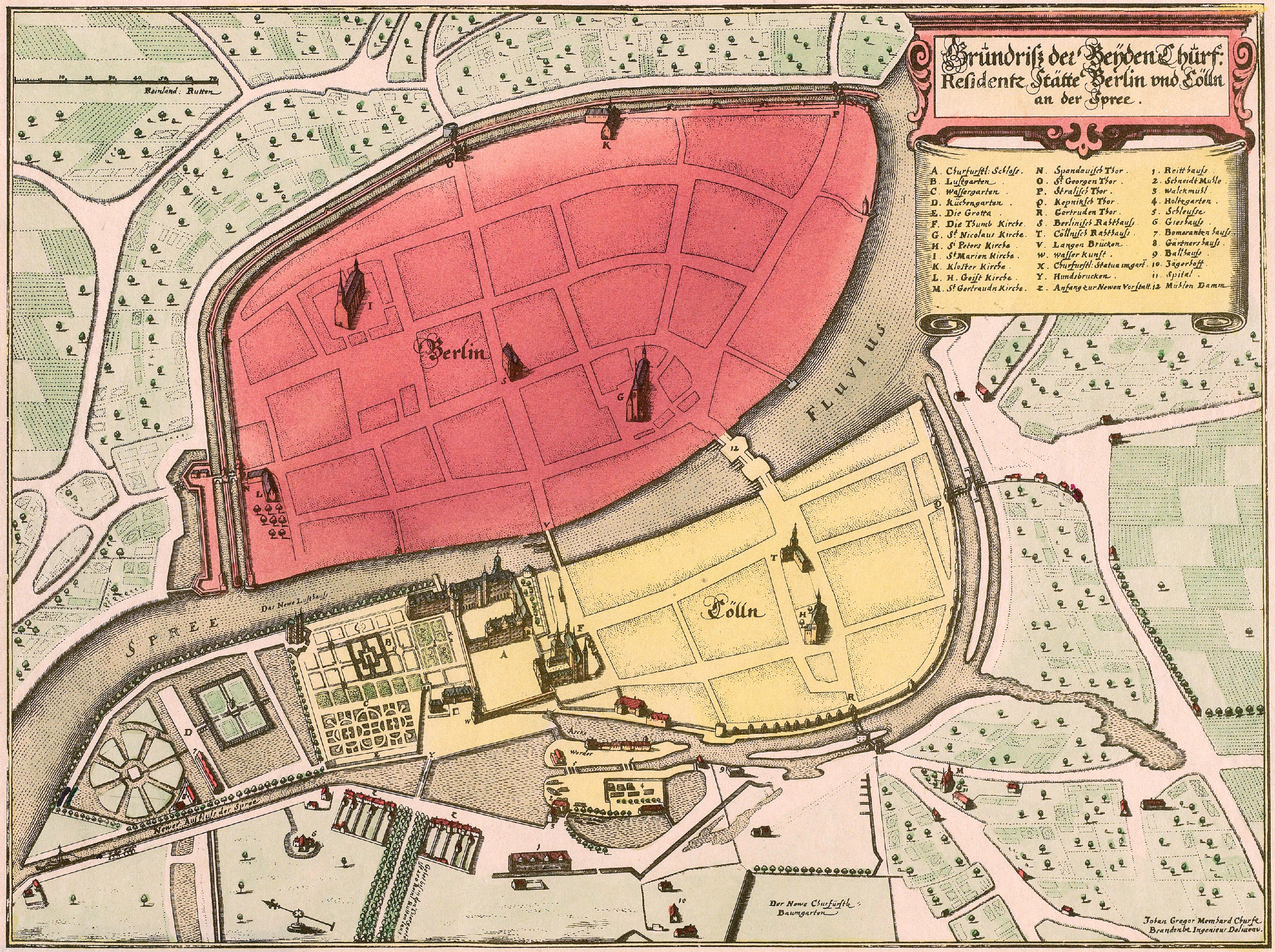
Карта Берлина и Кёлльна, выполненная Иоганном Грегором Мемхардтом (1652 год, восток сверху)

Вид на Берлин с юго-запада. Иоганн Бернхард Шульц. 1688

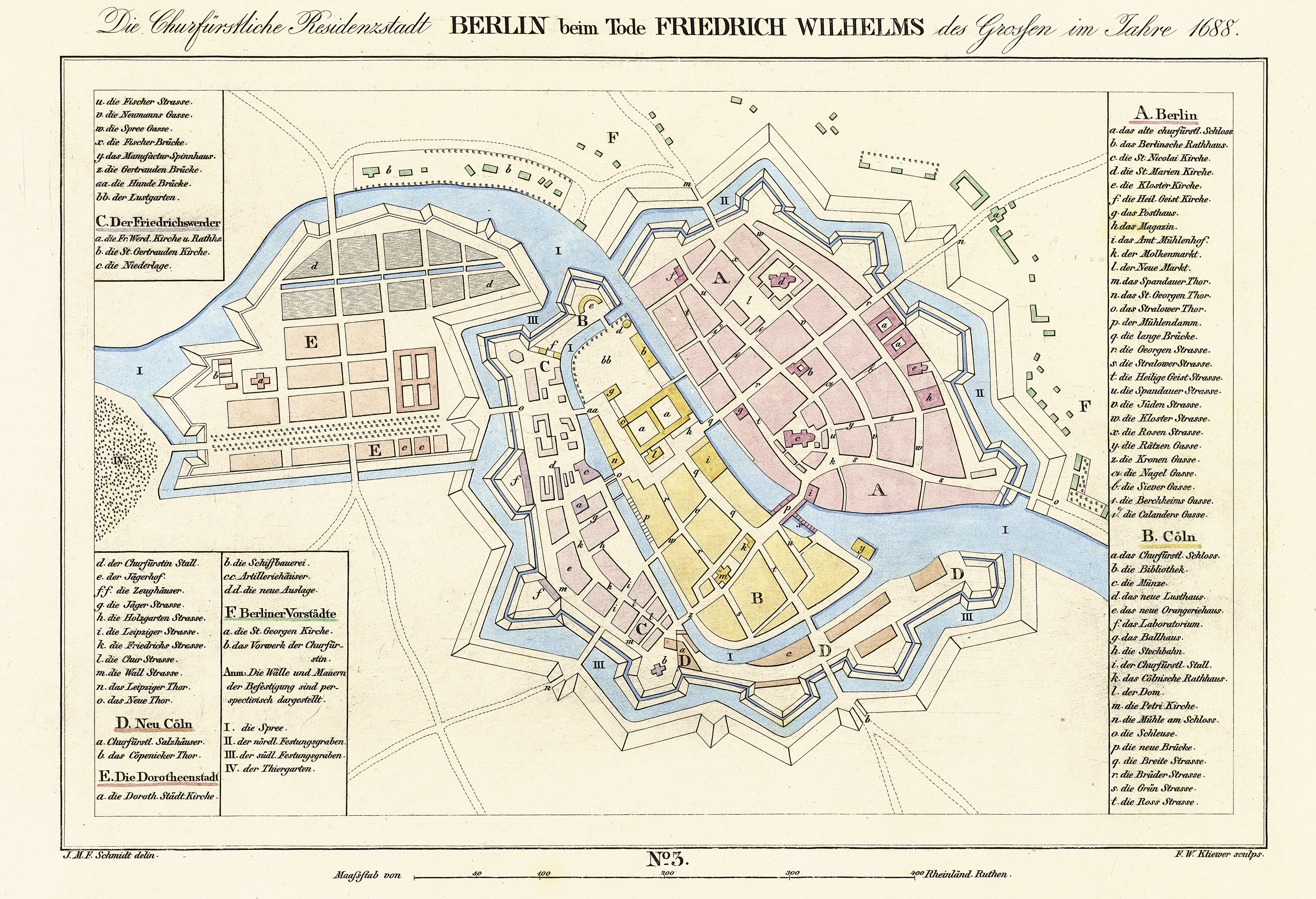
Берлин в 1688 году (рисунок 1835 года)

В 1415 году курфюрстом Бранденбургской марки стал Фридрих I, правивший до 1440 года. Члены дома Гогенцоллернов правили в Берлине до 1918 года и носили последовательно титулы маркграфов Бранденбурга, затем королей Пруссии и в конце концов императоров Германии. Берлинцы не всегда относились к этим изменениям положительно. В 1448 году они подняли восстание (так называемые «Берлинские волнения») против строительства нового дворца для курфюрста Фридриха II. Эта акция протеста не увенчалась успехом, и населению пришлось поплатиться многими политическими и экономическими свободами. В 1451 году Берлин стал городом-резиденцией бранденбургских маркграфов и курфюрстов.
Став резиденцией Гогенцоллернов, Берлин простился со своим статусом свободного ганзейского города и перешёл от торговли к производству предметов роскоши для придворной знати. Значительно выросла численность населения, достигшая к 1600 году 12 тысяч человек, что повлекло обнищание жителей. Вину за злосчастия берлинцы возложили на евреев: в 1510 году 100 евреев обвинили в краже и осквернении гостий. 38 из них было сожжено, двоим, перешедшим в христианство, отрубили головы, остальных выслали из города. Невиновность евреев была доказана через 30 лет, и им было разрешено вернуться в Берлин при условии выплаты определённого сбора. В 1573 году евреи были вновь изгнаны из Берлина, уже на сотню лет.
В 1539 году курфюрст Бранденбурга и герцог Пруссии Иоахим II ввёл в Бранденбурге Реформацию и конфисковал секуляризированные владения церкви. Полученные таким образом средства он использовал на строительство улицы Курфюрстендамм, соединившей Городской дворец с охотничьим дворцом Груневальд. В 1567 году запланированное как развлекательное представление превратилось в настоящую трёхдневную войну между Берлином и Шпандау, в которой шпандаусцы не согласились со своими поражением в игре и в конце концов побили берлинцев.
Тридцатилетняя война в первой половине XVII века имела тяжёлые последствия для Берлина. Треть домов получила повреждения, население уменьшилось наполовину. Фридрих Вильгельм, известный как «великий курфюрст», вступил на трон в 1640 году и осуществлял политику привлечения иммигрантов и религиозной терпимости. Город разросся, были основаны предместья Фридрихсвердер, Доротеенштадт и Фридрихштадт. В 1671 году в Берлине обрели новую родину 50 еврейских семей, изгнанных из Австрии. Потсдамский эдикт Фридриха Вильгельма в 1685 году открыл Бранденбург для французских гугенотов. Из более чем 15 тысяч прибывших французов в Берлине обосновалось 6 тысяч. К 1700 году 20 % населения Берлина составляли французы, оказавшие большое культурное влияние на жизнь города. Берлин также принял переселенцев из Богемии, Польши, Зальцбурга. Фридрих Вильгельм основал профессиональную армию.

## Королевство Пруссия
В 1701 году Фридрих III короновался королём Пруссии (точнее, «королём в Пруссии», поскольку ему принадлежала не вся Пруссия) под именем Фридриха I. Король сосредоточил свои усилия в первую очередь на укреплении имиджа своего государства. К западу от города по его приказу был возведён дворец Шарлоттенбург, а к 1707 году был перестроен под резиденцию Городской дворец. Согласно указу от 18 января 1709 года пять независимых городов Берлин, Кёлльн, Фридрихсвердер, Доротеенштадт и Фридрихштадт объединились с 1 января 1710 года в «королевский главный город-резиденцию Берлин». Вскоре после этого за городскими воротами стали появляться новые предместья.
Сын Фридриха I Фридрих Вильгельм I взошёл на прусский престол в 1713 году и благодаря присущей ему экономности превратил Пруссию в серьёзную военную державу. В 1709 году в Берлине проживало 55 тысяч человек, из них 5 тысяч служили в армии. В 1755 году население Берлина составляло 100 тысяч человек, из которых солдатами были 26 тысяч. При Фридрихе Вильгельме вокруг Берлина появилась деревянная стена с 14 воротами, известная как «акцизная стена».

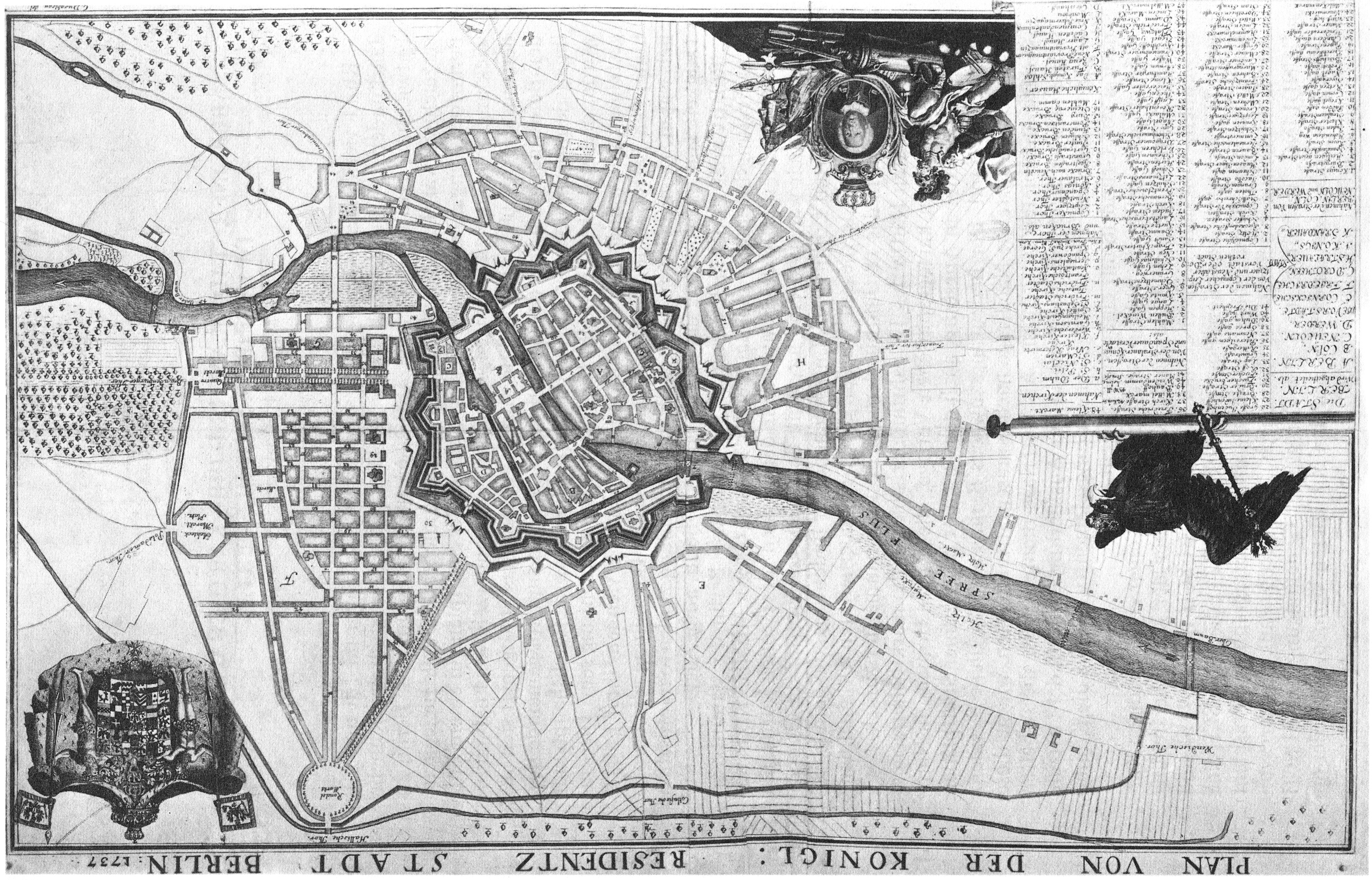
Карта Берлина (1737 год, юг сверху)

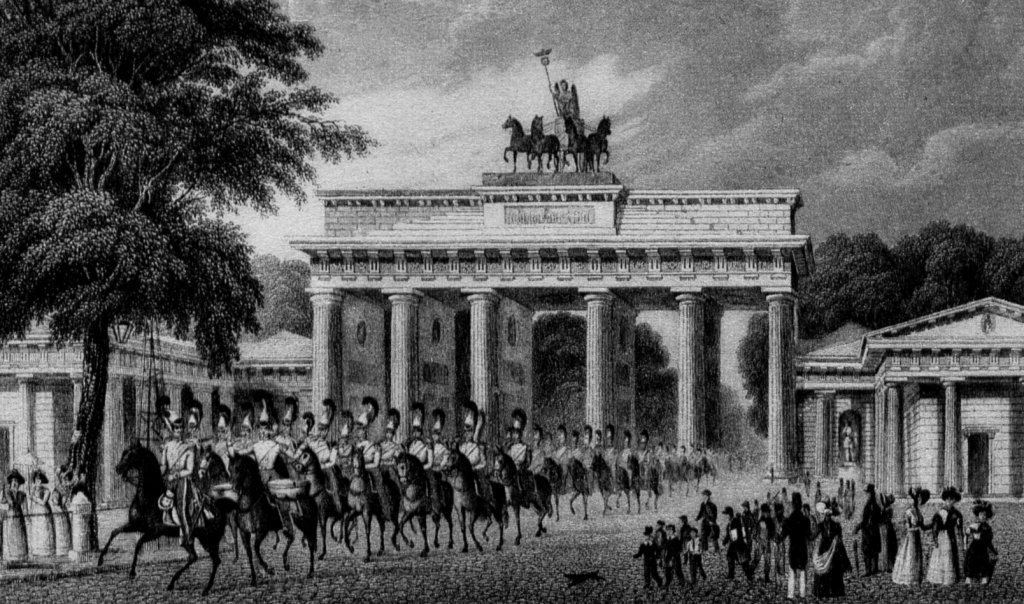
Бранденбургские ворота. 1832

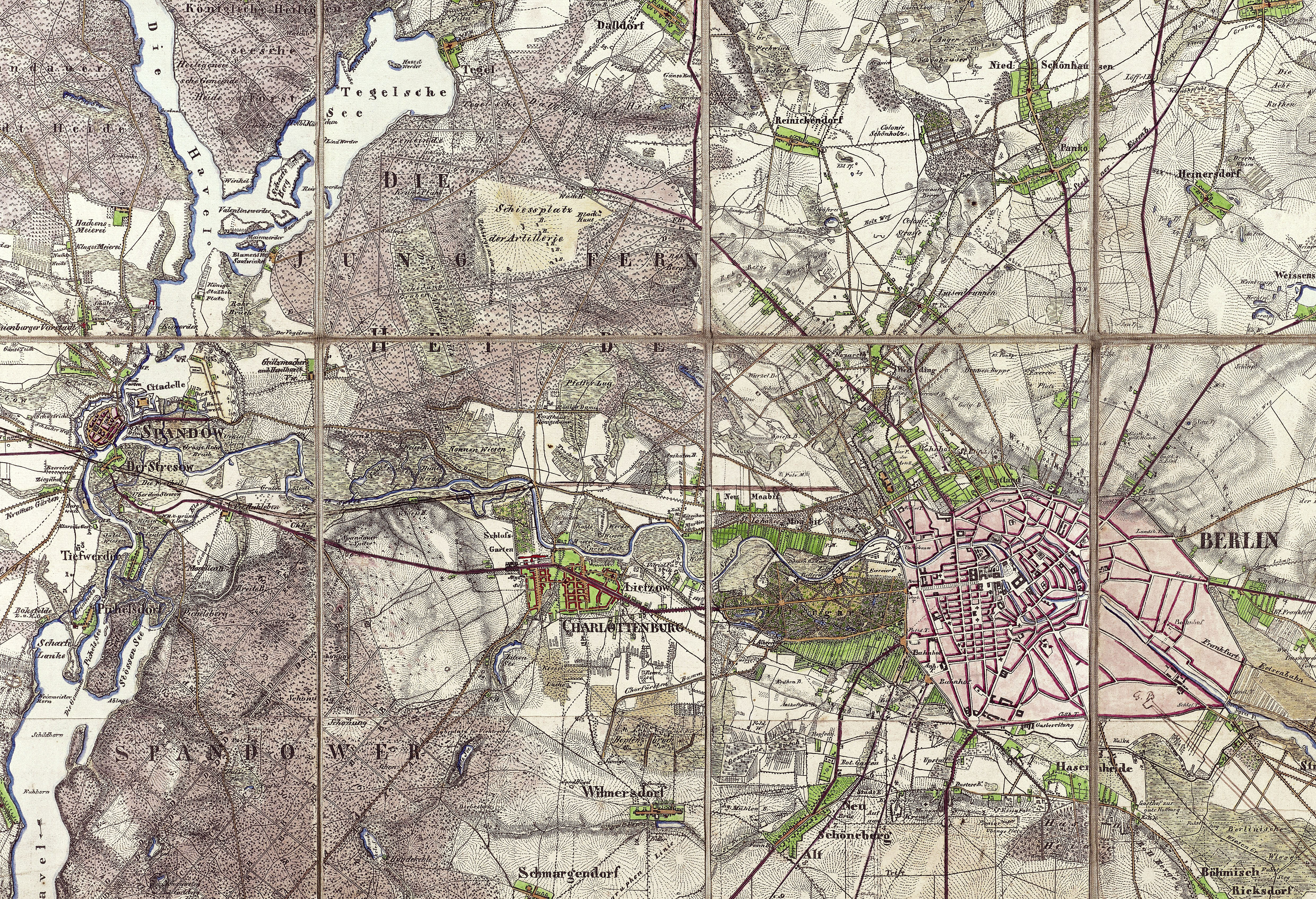
Берлин, Шарлоттенбург и Шпандау. 1842

В 1740 году к власти пришёл Фридрих II, известный как Фридрих Великий, «философ на троне», переписывавшийся с Вольтером. При Фридрихе Великом город стал центром Просвещения. В это время в Берлине проживал известный философ Мозес Мендельсон. При Фридрихе Вильгельме II, преемнике Фридриха Великого, в стране наступил застой. Король был противником Просвещения, применял цензуру и репрессии. При Фридрихе Вильгельме II была возведена новая каменная городская стена. В конце XVIII века по указу Фридриха Вильгельма II были построены новые Бранденбургские ворота, ставшие символом Берлина.
В 1806 году в Берлин вошли войска Наполеона. Начались демократические реформы, в Берлине появилось городское самоуправление. В 1809 году состоялись первые выборы в городской парламент, хотя право голоса на них имели только состоятельные жители мужского пола. В 1810 году был основан Берлинский университет, первым ректором которого стал Иоганн Готлиб Фихте. В 1810—1811 годах первую берлинскую ежедневную газету «Берлинер Абендблеттер» издавал Генрих фон Клейст. В 1812 году евреи обрели свободу в выборе профессии. Поражение французов в 1814 году ознаменовало конец эпохи реформ.
В первой половине XIX века началась промышленная революция. Численность населения резко возросла с 200 до 400 тысяч человек, и Берлин занял четвёртое место среди крупнейших городов Европы после Лондона, Парижа и Санкт-Петербурга. В 1838 году была запущена первая железная дорога в Пруссии, соединившая Берлин и Потсдам. Потсдамский вокзал положил начало стремительно развивавшейся железнодорожной истории Берлина.
Как и другие европейские города Берлин был охвачен в 1848 году Мартовской революцией. Фридриху Вильгельму IV удалось подавить революционное движение, выразившееся в Берлине в так называемом «баррикадном восстании». Однако позднее начались беспорядки. Так, 14 июня 1848 года был разграблен взятый штурмом берлинский цейхгауз. Как следствие, самоуправление города было вновь ограничено путём повышения уровня дохода, дававшего право голоса в выборах, и в выборах могли принимать участие лишь пять процентов населения города. Такая избирательная система сохранилась в Берлине до 1918 года.
В 1861 году королём стал Вильгельм I. В начале его правления ещё сохранялись надежды на либерализацию режима. Вильгельм I назначил в правительство либеральных министров и принял решение о строительстве Красной ратуши. В 1861 году территория города увеличилась за счёт включения Веддинга и Моабита, а также предместий Темпельхоф и Шёнеберг.
Дальнейший стремительный рост численности населения Берлина принёс городу крупные проблемы. В этой связи в 1862 году вступил в действие так называемый план Хобрехта, призванный упорядочить застройку Берлина и его окрестностей. Строительство водопровода и канализации благодаря активной деятельности Рудольфа Вирхова создало основы для превращения Берлина в современный город.

## Германская империя

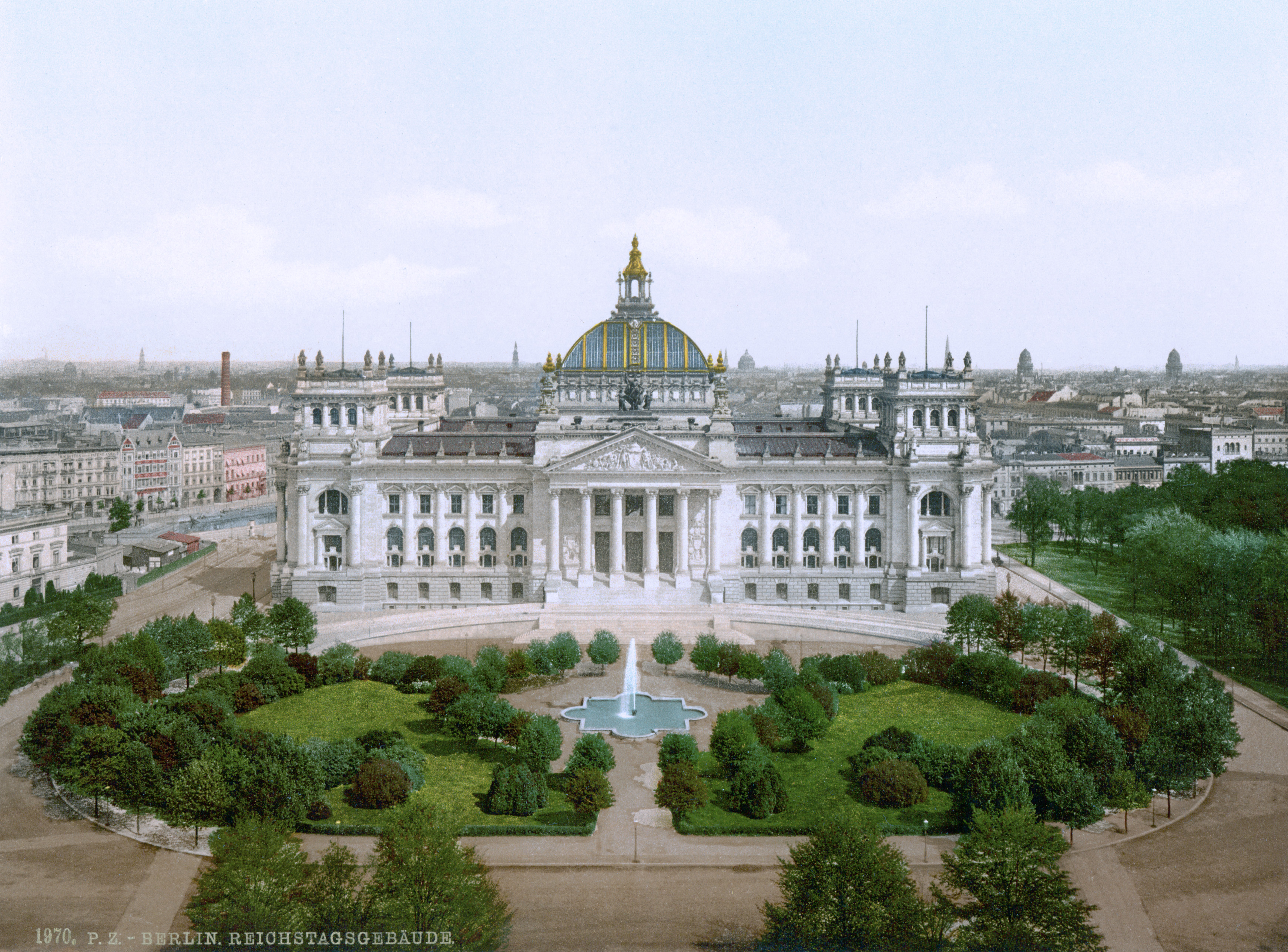
Рейхстаг в конце XIX века

Под руководством Пруссии по окончании Франко-прусской войны Германия объединилась по так называемому малогерманскому пути. В 1871 году была образована Германская империя, императором стал Вильгельм I, рейхсканцлером — Отто фон Бисмарк. Берлин получил статус имперской столицы.
К этому времени Берлин представлял собой промышленный город, где проживало 800 тысяч человек. Городская инфраструктура не справлялась с такими темпами роста. В 1873 году началось строительство канализации, завершившееся в 1893 году. За экономическим бумом грюндерства последовал крах, экономический кризис второй половины 1870-х годов. Перспективы городского развития по-прежнему оставались предметом дискуссий. 1 января 1876 года государство передало городу мосты и улицы. В 1882 году по так называемому Кройцбергскому судебному решению функции строительной полиции были ограничены предупреждением опасностей, ей запрещалось впредь вмешиваться в эстетические аспекты строительства.

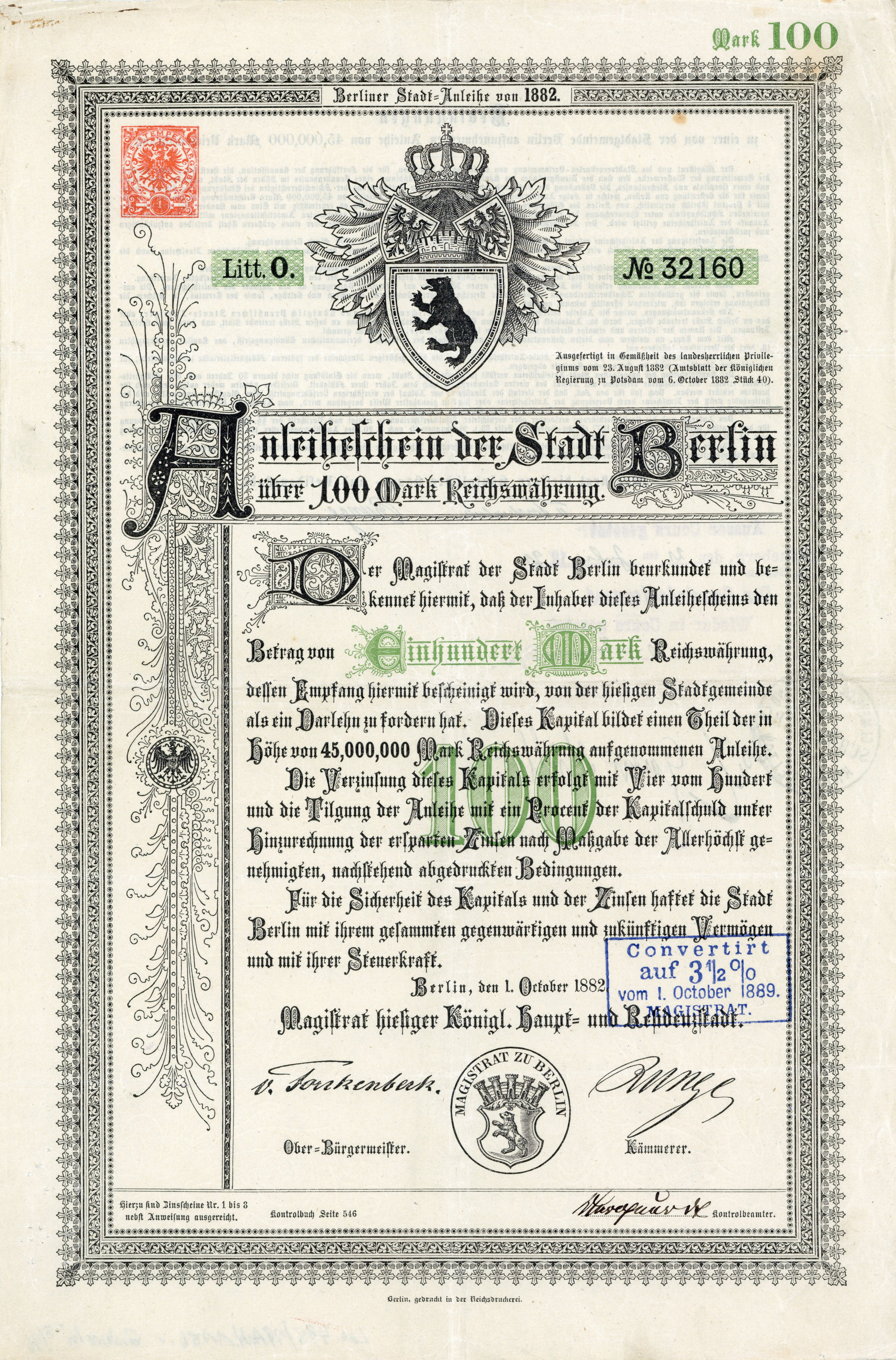
Облигация города Берлина на 100 марок, выпущена 1 октября 1882 года, подписана лорд-бургомистром von Forckenbeck

В 1884 году началось строительство Рейхстага, завершившееся 5 декабря 1894 года.
В 1896 году в связи с ростом интенсивности дорожного движения в Берлине началось возведение подземки и пригородной электрички. Районы вокруг центра города (Кройцберг, Пренцлауэр-Берг, Фридрихсхайн и Веддинг) в так называемом Вильгельмовском кольце стали застраиваться многоквартирными доходными домами для проживания рабочих. Юго-запад города с 1850 года застраивался просторными жилыми колониями вилловой застройки для состоятельного бюргерства, вслед за ними в конце XIX века появились кварталы вилл и на западе города. В 1909 году в Йоханнистале открылось первое в Германии авиамоторное лётное поле.

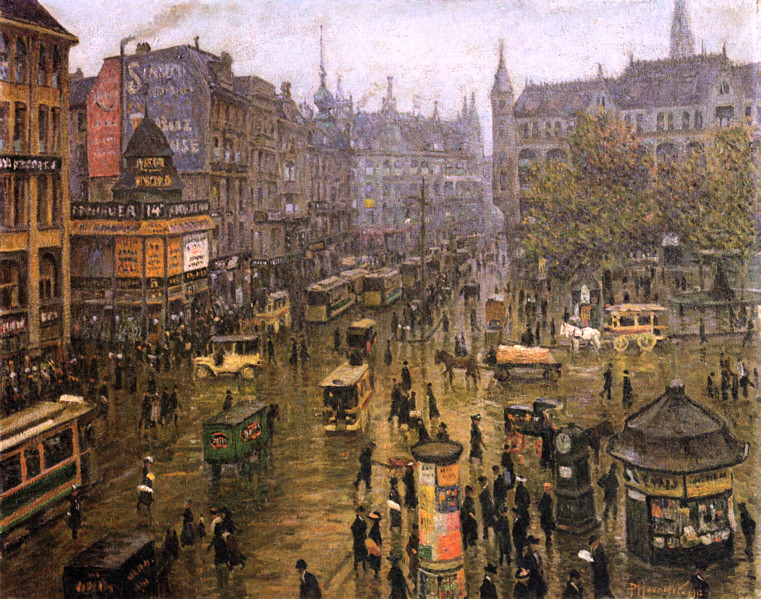
Берлин образца 1912 года на картине «Шпиттельмаркт» Пауля Хёнигера

Первая мировая война заставила Берлин голодать. Зимой 1916—1917 годов за помощью обратилось 150 тысяч голодающих, начались забастовки. По окончании войны в 1918 году кайзер Вильгельм II отрёкся от престола. После Ноябрьской революции социал-демократ Филипп Шейдеман и коммунист Карл Либкнехт провозгласили в Германии республику. В последующие месяцы Берлин превратился в арену уличных боёв, развернувшихся между различными политическими группировками.

## Веймарская республика
В результате Ноябрьской революции королевство Пруссия было ликвидировано и сформировано Свободное государство Пруссия, его столицей стал Берлин.
В конце декабря 1918 года была основана Коммунистическая партия Германии (КПГ). В январе 1919 года произошло восстание спартакистов, закончившееся поражением, а 15 января 1919 года правыми силами были убиты Роза Люксембург и Карл Либкнехт. В марте 1920 года Вольфганг Капп, учредитель правой Немецкой отечественной партии, попытался свергнуть правительство. Его поддержали подразделения берлинского гарнизона, было захвачено правительственное здание, в то время как само правительство Веймарской республики уже покинуло город. Капповский путч был предотвращён всеобщей забастовкой.
1 октября 1920 года законом «Об образовании новой городской общины» был учреждён Большой Берлин. К старому Берлину присоединилось семь городов: (Шарлоттенбург, Кёпеник, Лихтенберг, Нойкёльн, Шёнеберг, Шпандау и Вильмерсдорф), 59 сельских общин и 27 поместий. В Большом Берлине в это время проживало 3 804 048 человек.
В 1922 году в Берлине был убит министр иностранных дел Веймарской республики Вальтер Ратенау. Город находился в трауре, похороны политика собрали полмиллиона человек.
Экономическое положение города и страны было удручающим. По Версальскому мирному договору Германия выплачивала высокие репарации. Правительство пыталось решить проблему с помощью печатного станка. На фоне общей экономической нестабильности в 1923 году началась гиперинфляция, которая больно ударила по рабочим, служащим и пенсионерам.
Ситуация стала улучшаться с 1924 года благодаря новым соглашениям, достигнутым Веймарской республикой с державами-победительницами, финансовой помощи США и более эффективной финансовой политике. Начался расцвет Берлина, так называемые «золотые двадцатые». В это время Берлин превратился в один из крупнейших промышленных центров Европы. Культурным центром Европы Берлин сделали проживавшие в городе выдающиеся личности, как архитектор Вальтер Гропиус, физик Альберт Эйнштейн, художник Георг Гросс, писатели Арнольд Цвейг, Бертольт Брехт и Курт Тухольски, актёры и режиссёры Марлен Дитрих, Фридрих Вильгельм Мурнау, Фриц Ланг. Ночную жизнь Берлина точно изображена в знаменитом фильме «Кабаре».
В 1924 году в Берлине открылся аэропорт Темпельхоф. В том же году на территории Берлинской ярмарки состоялась первая международная радиовыставка. Берлин стал вторым по величине внутренним портом страны. Постепенно, начиная с 1924 года, электрифицируемые городские, окружные и пригородные железные дороги в 1930 году объединились в единую систему городских электричек, обеспечивавшую передвижение более чем четырёхмиллионного населения Берлина. В 1926 году к открытию третьей радиовыставки в Берлине состоялась церемония запуска радиобашни. В 1930—1933 годах «Союз космонавтики», к которому позднее присоединился Вернер фон Браун, проводил свои первые испытания ракет на жидком топливе на стартовой площадке в Тегеле.
Краткий период подъёма в 1929 году прервал мировой экономический кризис. В этом же году Национал-социалистическая немецкая рабочая партия Адольфа Гитлера впервые получила места в городском парламенте. 20 июля 1932 года правительство Пруссии, возглавляемое Отто Брауном, было смещено рейхсканцлером Францем фон Папеном под предлогом потери кабинетом контроля за общественным порядком. Фактическим поводом для этого явилась перестрелка между штурмовиками и коммунистами в Альтоне (на тот момент город административно относился к Пруссии). Эти события получили название «Прусский путч». Крах республики приближали экстремистские силы слева и справа.

## Берлин при нацистах

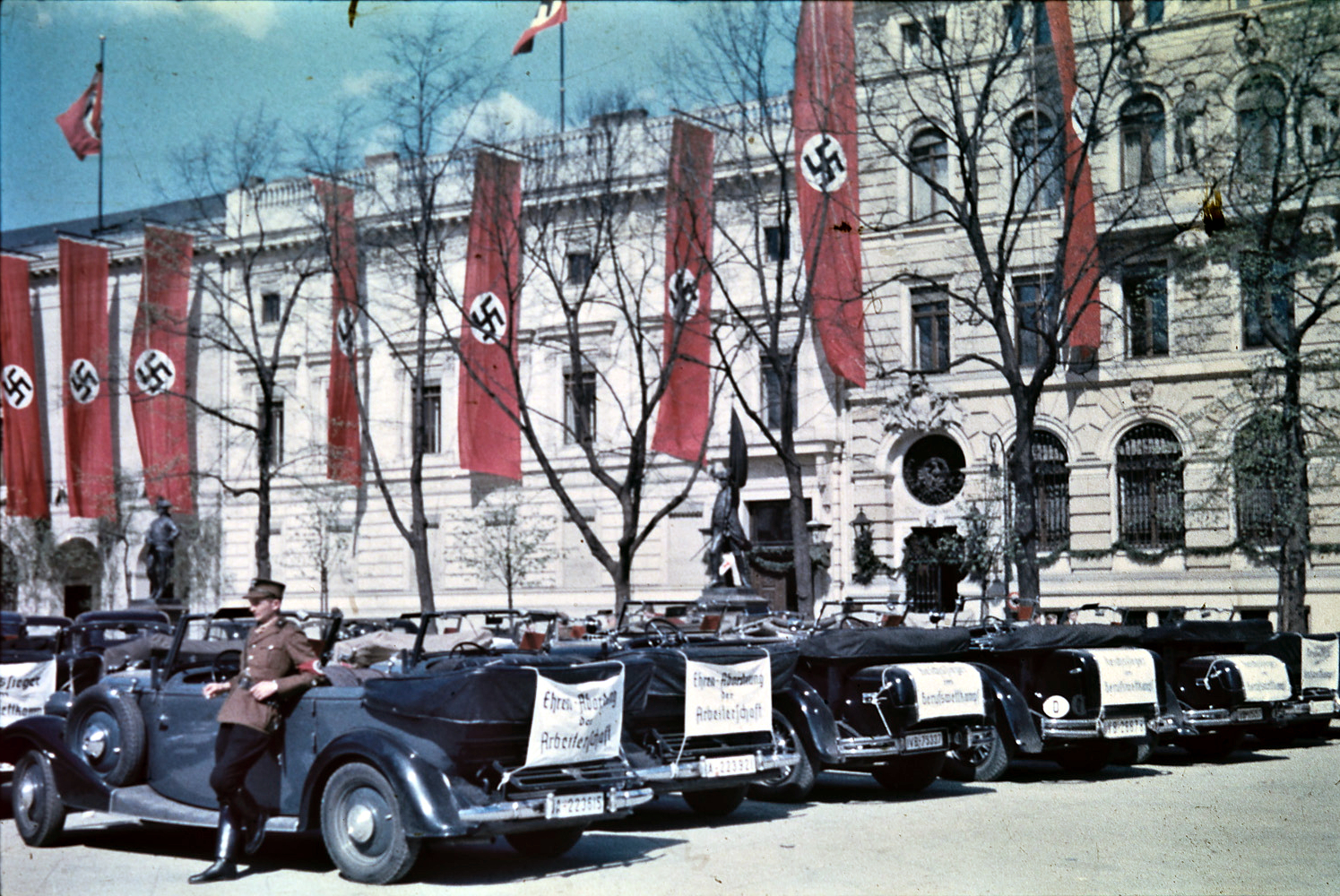
Здание Имперского министерства народного просвещения и пропаганды в Берлине, 1937 год

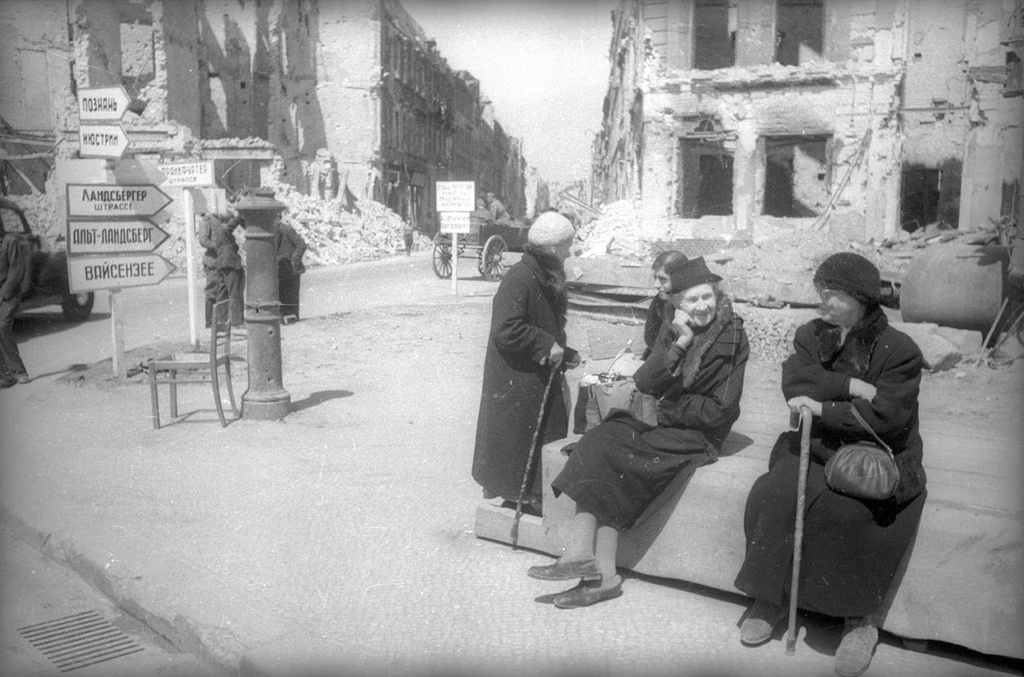
Жительницы Берлина, май 1945 года, фотография Евгения Халдея

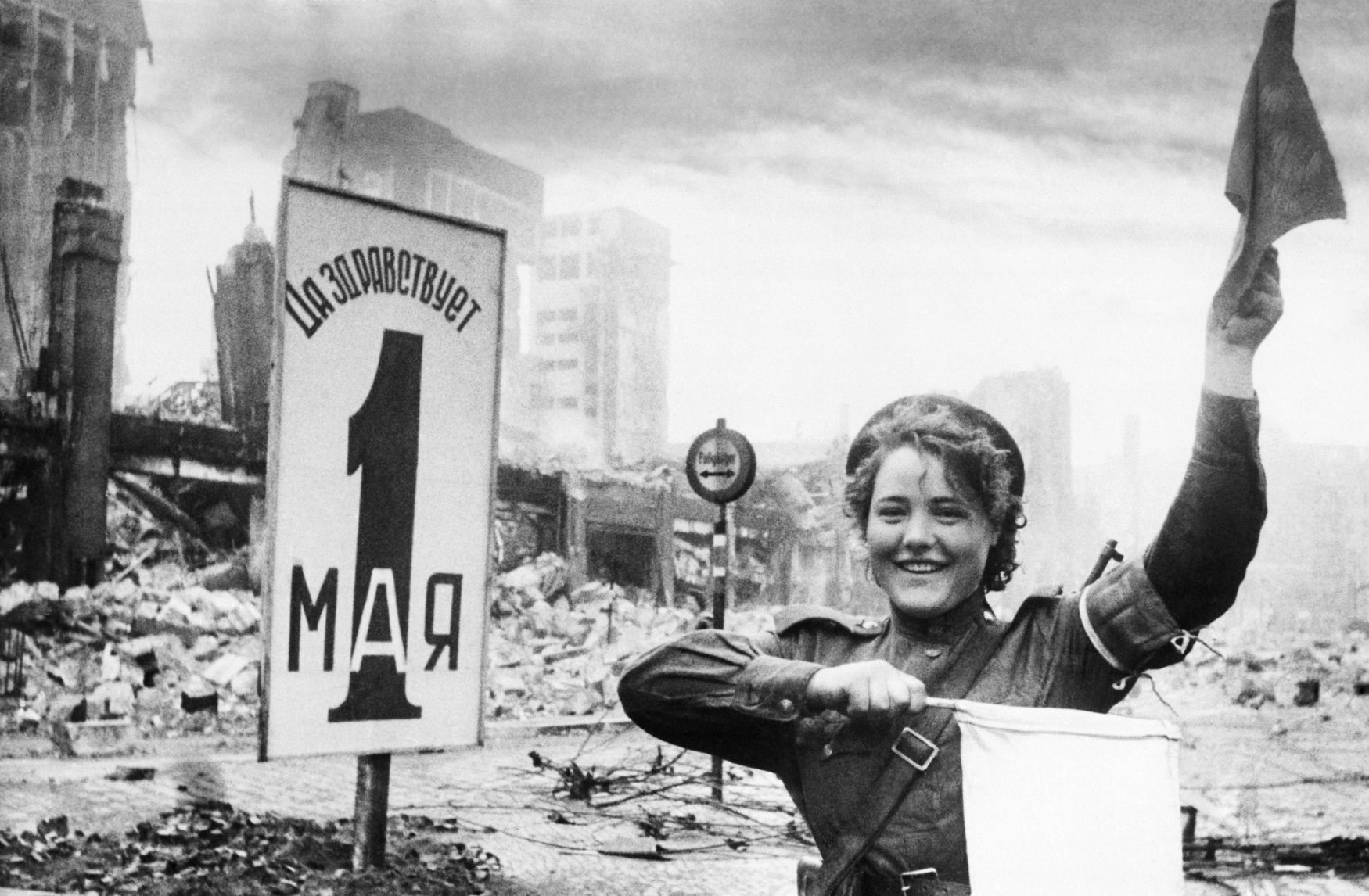
Мария Шальнева на посту на Фридрихштрассе, май 1945 года, фотография Евгения Халдея

30 января 1933 года рейхсканцлером Германии был назначен Адольф Гитлер. Как и во всей Германии, в Берлине начались преследования евреев, многие из них были вынуждены эмигрировать. С началом Второй мировой войны, в особенности после нападения Германии на СССР, началось массовое уничтожение евреев на территориях, оккупированных нацистской Германией, и тех, что жили в самой Германии. Йозеф Геббельс, который был не только министром пропаганды и народного просвещения, но и гауляйтером Берлина, хотел, чтобы столица стала примером в «окончательном решении еврейского вопроса» и возможно скорее сделалась бы Judenfrei («свободной от евреев»). К началу 1943 года евреев в Германии оставалось около 50 тыс., в том числе в Берлине — около 15 тыс. 27 февраля 1943 года в Берлине было арестовано 11 тыс. евреев. Те, кто состоял в браке с немками (около 2 тыс. человек), были освобождены после знаменитой демонстрации их жён на Розенштрассе, остальные 9 тыс. человек были депортированы в лагеря уничтожения, главным образом в Освенцим. Из более чем 160 000 евреев, живших в Берлине в 1933 году, 55 000 были убиты или умерли в заключении, 7 000 покончили с собой, 90 000 смогли эмигрировать.
По планам Адольфа Гитлера и его архитектора Альберта Шпеера Берлин должен был стать столицей мира. Чтобы соответствовать своему статусу, город должен был приобрести новый облик согласно принятому «Общему плану застройки имперской столицы».
Во время Второй мировой войны в результате многочисленных бомбардировок и уличных боёв 1945 года большая часть Берлина была разрушена (было разрушено или повреждено 55 % квартир). В 1939 году в Берлине насчитывалось 4,339 млн жителей, в мае 1945 года их осталось лишь 2,807 млн. Только лишь во время боёв в апреле-мае 1945 года (не считая предыдущих бомбардировок) в Берлине было убито и ранено около 300 000 мирных жителей, многие женщины были изнасилованы советскими солдатами.

## Разделённый город

Разделённый Берлин

Ещё до окончания боёв в Берлине, 24 апреля 1945 года, советским военным комендантом города был назначен генерал-полковник Николай Берзарин. Ему удалось быстро наладить снабжение голодающего гражданского населения Берлина основными продуктами питания. Заработали полевые кухни, обеспечивавшие берлинцев бесплатным горячим питанием, детям до восьми лет также выдавали молоко. Была восстановлена работа электростанции в Карлсхорсте, началось восстановление мостов, линий электропередач, транспортных путей, систем водоснабжения и канализации. 17 мая 1945 года беспартийный Артур Вернер был назначен советским комендантом обер-бургомистром Берлина. Это назначение впоследствии было утверждено Межсоюзнической комендатурой.
На Ялтинской конференции, проходившей 2—11 февраля 1945 года, союзники приняли решение о разделе Германии на четыре оккупационные зоны, а Берлина — на четыре оккупационных сектора. Каждая из четырёх зон и каждый из четырёх секторов передавались под контроль одной из стран-союзниц: Великобритании, Советского Союза, США и Франции. Поэтому летом 1945 года советские войска покинули западные секторы города, занятые ими в ходе битвы за Берлин. Уже в мае советская комендатура Берлина назначила первый магистрат во главе с Артуром Вернером и городское управление из числа членов КПГ. Несмотря на разделение Берлина на секторы властные функции по-прежнему осуществлялись совместной комендатурой, но вскоре между союзниками обострились конфликты политического характера.
20 октября 1946 года во всех четырёх секторах города состоялись первые выборы в городское собрание депутатов Большого Берлина. На выборах победу одержали социал-демократы, опередив Христианско-демократический союз и Социалистическую единую партию Германии.
В 1947 году года на выборах обер-бургомистра Берлина победил Эрнст Рейтер, но советская администрация не признала его победы, и он стал правящим бургомистром лишь трёх западных секторов. В сентябре 1948 года активисты СЕПГ захватили здание городского парламента, расположенное в Восточном Берлине. Тогда депутаты и магистрат перебрались в Западный Берлин.
5 декабря 1948 года планировалось провести новые совместные выборы в городское собрание депутатов Большого Берлина, но советские власти отказались проводить выборы в своём секторе. Напротив, 30 ноября 1948 года фракция СЕПГ провела заседание городского собрания с участием делегаций трудовых коллективов предприятий Восточного Берлина, на котором было принято решение о смещении законно избранных членов магистрата и назначении обер-бургомистром Фридриха Эберта, сына бывшего рейхспрезидента Эберта. Так город оказался разделенным и в административном отношении.

### Блокада Берлина и воздушный мост

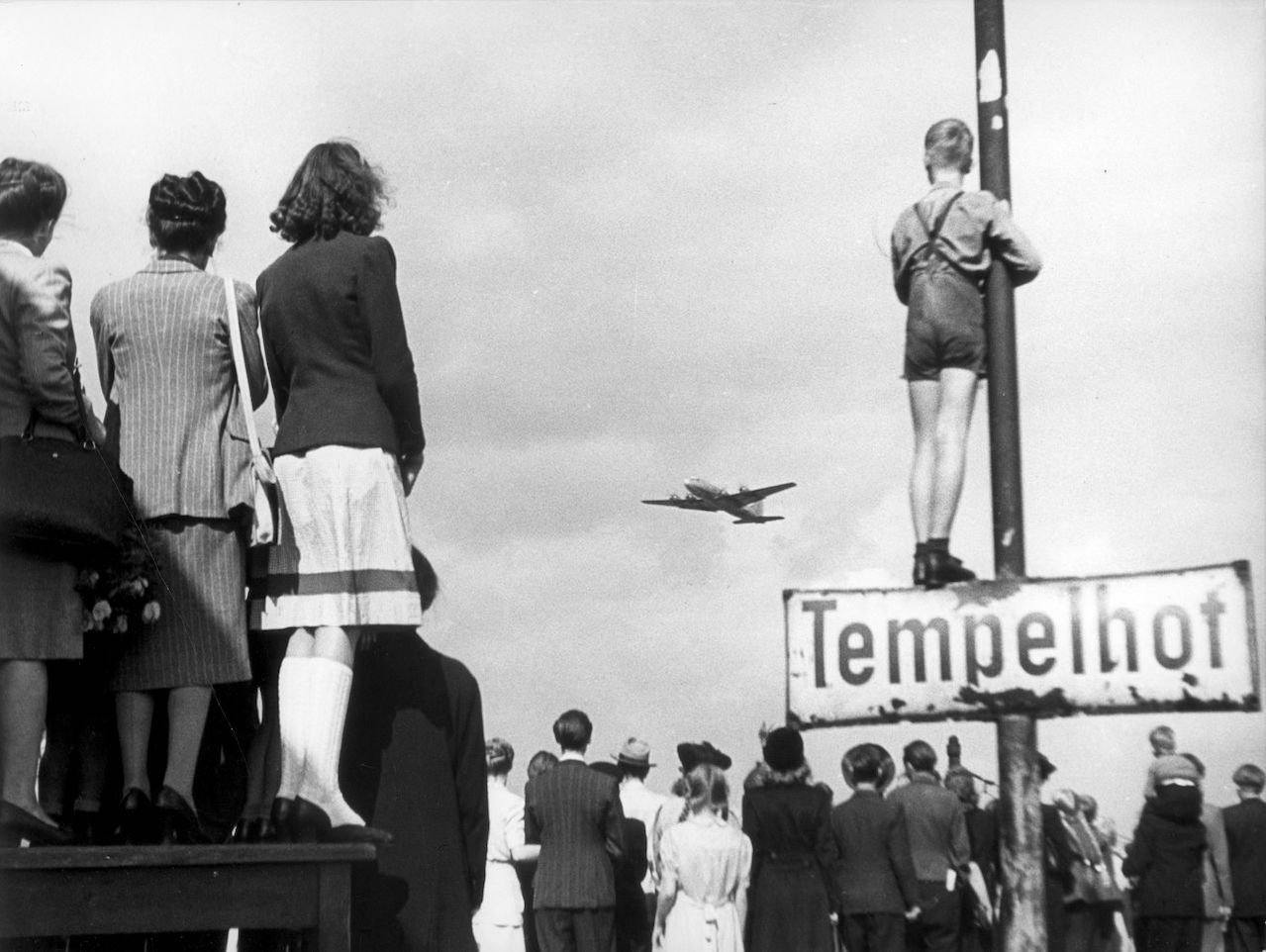
Берлинцы наблюдают за посадкой «изюмного бомбардировщика» в Темпельхофе. 1948

В июне 1948 года советские войска заблокировали автомобильное и железнодорожное сообщение по территории советской зоны оккупации между Западной Германией и Западным Берлином, стремясь добиться экономического контроля над Берлином в целом. Магистрат Большого Берлина, располагавшийся в восточной части города, распределял между жителями Западного Берлина продуктовые карточки. Блокада Берлина имела преимущественно символическое значение и создавала препятствия исключительно для товаров из Западной Германии. Тем не менее, жители Западного Берлина в силу сложившейся политической обстановки чувствовали свою сопричастность с Западом и отказались от товаров из восточных округов города и окрестностей.
В ответ на блокаду Западного Берлина правительство США организовало воздушный мост для доставки в изолированный Западный Берлин продовольствия, топлива и других товаров потребления. Воздушный мост с Западным Берлином функционировал до сентября 1949 года, несмотря на то, что блокада была снята ещё 12 мая 1949 года. В этот период инженерными войсками США была проведена реконструкция аэропорта Темпельхоф. Американские пилоты при посадке в Берлине часто сбрасывали детям из кабины сладости, поэтому самолёты, принимавшие участие в воздушном мосте, называли изюмными бомбардировщиками. Посылки со сладостями сбрасывались и в Восточном Берлине.
Попытка советских властей поставить Западный Берлин в экономическую зависимость от советской зоны оккупации провалилась. Напротив, после блокады население западных секторов Берлина как никогда ощутило свою политическую и экономическую принадлежность к Западной Германии. За экономическим разделом последовал политический раздел.

### Берлин и два немецких государства
23 мая 1949 года была образована Федеративная Республика Германии. Статья 23 Основного закона ФРГ включала Большой Берлин в перечень федеральных земель в составе ФРГ. В свою очередь Конституция Германской Демократической Республики, образованной 7 октября 1949 года, устанавливала, что Германия является «неделимой республикой» с единым немецким гражданством и столицей в Берлине, под которым подразумевался Большой Берлин. С точки зрения властей ГДР западные секторы Берлина находились только в управлении западных держав. Таким образом, оба новых немецких государства претендовали на Берлин целиком, но так и не реализовали свои претензии вплоть до 3 октября 1990 года.
В 1950 году в Западном Берлине в одностороннем порядке вступила в силу Конституция Берлина. Согласно статье 2 абзац 1 Конституции Берлина город и до 1990 года являлся федеральной землёй в составе Западной Германии. Однако данная статья была отклонена союзниками, находившимися в Западном Берлине. 3 декабря 1950 года в Берлине состоялись первые выборы в парламент Западного Берлина.

### События 17 июня в ГДР

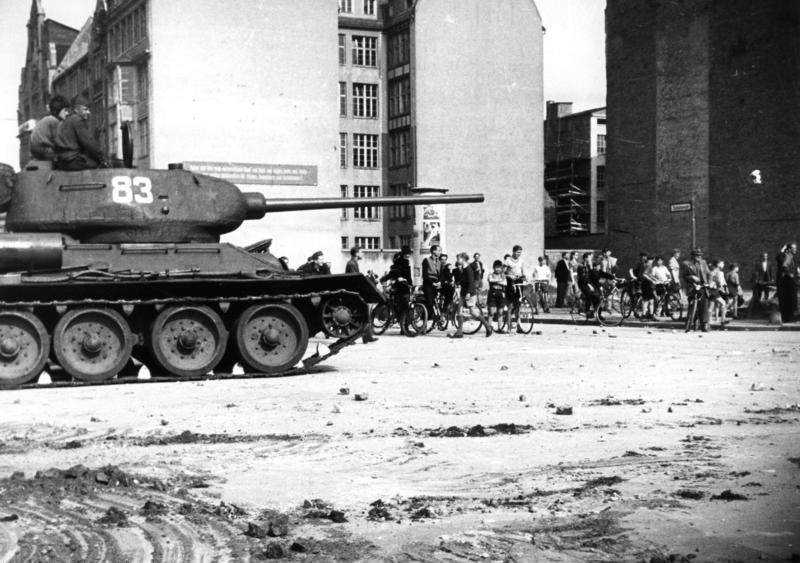
Советский танк на улице Шютценштрассе в Берлине. 17 июня 1953 года

17 июня 1953 года 60 берлинских рабочих-строителей вышли на демонстрацию, которую западные средства информации окрестили «народным восстанием». Первоначально демонстранты протестовали против недавно введённого правительством ГДР повышения норм труда. Исходной точкой демонстрации стала строившаяся в то время аллея Сталина (современная Карл-Маркс-аллее). После сообщения о демонстрации, переданного по радио РИАС, протестный марш пополнился новыми участниками из числа жителей Восточного Берлина. Солидарность с демонстрантами, двигавшимися к Потсдамской площади, выражали и жители западных районов Берлина. Вслед за Берлином демонстрации и забастовки прошли в других городах ГДР.
События стали выходить из-под контроля, и правительство ГДР обратилось за помощью к советским войскам. В ходе уличных боёв погибло не менее 153 человек. Участие в событиях рабочих из Западного Берлина, сводки РИАС, нападения на офицеров народной полиции и пожар в Колумбус-хаус были использованы властями ГДР для того, чтобы осудить происходившее как контрреволюционный заговор, нити которого ведут в Западный Берлин. Тем не менее, непопулярное повышение норм труда было отменено, кроме того, были образованы военизированные отряды из политически устойчивых граждан для отражения враждебных действий в будущем без привлечения советских войск.

### Возведение стены

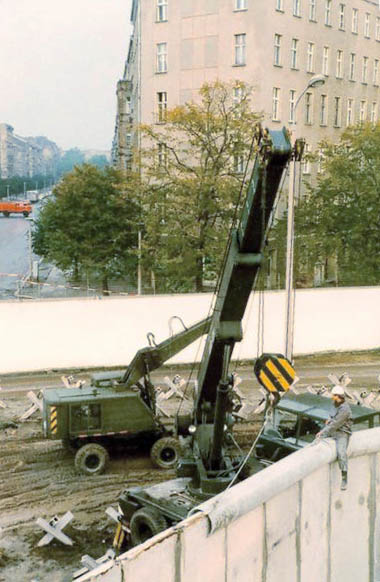
Ремонтные работы на Берлинской стене. 1980

13 августа 1961 года по решению правительства ГДР началось возведение Берлинской стены, окончательно закрепившей раздел города на две части. Проект сооружения стены в Берлине имел гриф государственной тайны. Стена должна была положить конец иммиграции населения ГДР на запад, которая приносила молодому социалистическому государству огромный экономический и кадровый урон.
За укладкой первых каменных блоков ранним утром на Потсдамской площади наблюдали американские войска, находившиеся в полной боевой готовности. Несмотря на то, что западные союзники получили через своих осведомителей информацию о радикальных планах окружить Западный Берлин стеной, точная дата проведения и масштаб строительных работ стал для них неожиданностью. Доступ американцев в Западный Берлин при этом не ограничивался, поэтому они не предприняли никаких военных действий.
В 1963 году в Берлине побывал президент Соединённых Штатов Америки Джон Ф. Кеннеди. У Шёнебергской ратуши Кеннеди выступил перед жителями Западного Берлина с речью о Берлинской стене, в которой прозвучали ставшие историческими слова: «Я — берлинец». Для жителей Западного Берлина, островка демократии в центре ГДР, это значило очень много, но если учесть, сколь толерантно американцы отнеслись к самому возведению стены, речь Кеннеди представляла собой только символический жест. Для западных союзников и ГДР строительство стены принесло политическую и военную стабильность, статус-кво Берлина был в буквальном смысле зацементирован. СССР отказался от своего требования преобразовать Западный Берлин в демилитаризованный «свободный» город, заявленного в ультимативной речи Хрущёва в 1958 году.
В 1971 году Четырёхстороннее соглашение по Западному Берлину разрешило вопросы транспортной досягаемости Западного Берлина и сняло возможную экономическую угрозу от блокады транспортного сообщения с этой частью города. Четыре державы-победительницы подтвердили свою совместную ответственность за Берлин в целом и установили, что Западный Берлин не входит в состав ФРГ и не управляется ею. В то время, как Советский Союз распространял действие Четырёхстороннего соглашения только на Западный Берлин, в 1975 году западные державы в своей ноте в ООН подчеркнули собственное видение четырёхстороннего статуса Берлина, действовавшего в отношении города в целом.

### Городское развитие и политика в отношении Берлина
Западный Берлин получал крупные субсидии от ФРГ, в том числе и в пропагандистских целях для того, чтобы превратить его в «витрину Запада». Западные инвестиции направлялись предприятиям Западного Берлина. Так называемая «надбавка за страх» в 6 процентов к заработной плате смягчала экономическую ситуацию в Западном Берлине, где постоянно ощущалась нехватка рабочей силы. И в Восточном Берлине около 50 % городского бюджета направлялось из государственной казны ГДР.
Отстроенные заново Курфюрстендамм на западе и Александерплац на востоке отвечали репрезентативным целям двух Берлинов. В 1948 году Западный Берлин обзавёлся собственным университетом — Свободным университетом Берлина. Кроме того, были построены федеральная автотрасса 100, Берлинская филармония, Europa-Center и новое здание Немецкой оперы. На востоке в 1970-е годы была реализована крупная программа жилищного строительства, в ходе которой были заложены новые жилые районы.

### Конец 1960-х в Западном Берлине
Начиная с 1968 года Западный Берлин и в частности Шарлоттенбург и штаб-квартира издательства Axel Springer AG приняли на себя роль центра студенческого движения, зародившегося в Свободном университете Берлина. Студенческое движение вызвало социальный конфликт и раскололо общество на две части. Стычки студентов с полицией нередко сопровождались применением физической силы.
Свой отсчёт студенческие волнения в Берлине берут 2 июня 1967 года, когда недалеко от здания Немецкой оперы во время разгона демонстрации против визита шаха Ирана Мохаммеда Резы Пехлеви от полицейской пули погиб студент-пацифист Бенно Онезорг.

### Теракты в Западном Берлине
В начале 1970-х годов Западный Берлин превратился в арену терроризма. Помимо Фракции Красной армии в городе действовало Движение 2 июня, получившее своё название по дате гибели Бенно Онезорга. 10 ноября 1974 года был убит президент Высшего суда Берлина Гюнтер фон Дренкманн, а в 1975 году террористами был похищен председатель западноберлинского отделения ХДС Петер Лоренц.

### Сквоттерство в Берлине
В конце 1970-х годов Западный Берлин столкнулся с достаточно активным движением сквоттеров в Кройцберге, где при общем дефиците жилья, с которым сталкивался Западный Берлин, по причинам спекулятивного характера пустовали жилые дома. В июле 1981 года сквоттерство в Западном Берлине достигло рекордной отметки в 165 самовольно занятых домов. К ноябрю 1984 года самовольное проживание в 78 из этих домов было узаконено договорами аренды и купли-продажи, остальные дома были освобождены. В декабре 1980 года попытка сквоттеров занять пустующий дом по адресу Френкельуфер 48 (нем. Fraenkelufer 48) обернулась для них серьёзными столкновениями с полицией, получившими в истории города название «битва на Френкельуфер». Во время разгона полицией демонстрации, протестовавшей против освобождения занятых сквоттерами восьми домов на Потсдамской улице, погиб, попав под рейсовый автобус, сквоттер Клаус-Юрген Раттай.
Новая волна сквоттерства настигла уже теперь Восточный Берлин в переломный для Германии 1989 год в районах Фридрихсхайн и Пренцлауэр-Берг, чему способствовала пассивная позиция Народной полиции ГДР. Ситуация изменилась с переходом восточноберлинского магистрата в ведение Сената Западного Берлина. В ходе зачистки захваченных домов на Майнцской улице развернулись жестокие уличные бои. Самовольный захват многих домов был узаконен по схеме, использованной в 1980-х. Последние самовольно захваченные дома были освобождены в 1996—1998 годах.

### 750-летний юбилей Берлина
Подготовка к празднованию 750-летия Берлина в 1987 году проходила в 1982—1986 годах в обеих частях разделённого города. В Западном Берлине к юбилею были заново отстроены площади Брайтшайдплац и Ратенауплац. В столице ГДР был воссоздан исторический старый центр Николаифиртель. Как на западе, так и на востоке города была проведена реконструкция станций городской электрички и метрополитена. В честь юбилея города были выпущены почтовые марки.

## Падение Берлинской стены

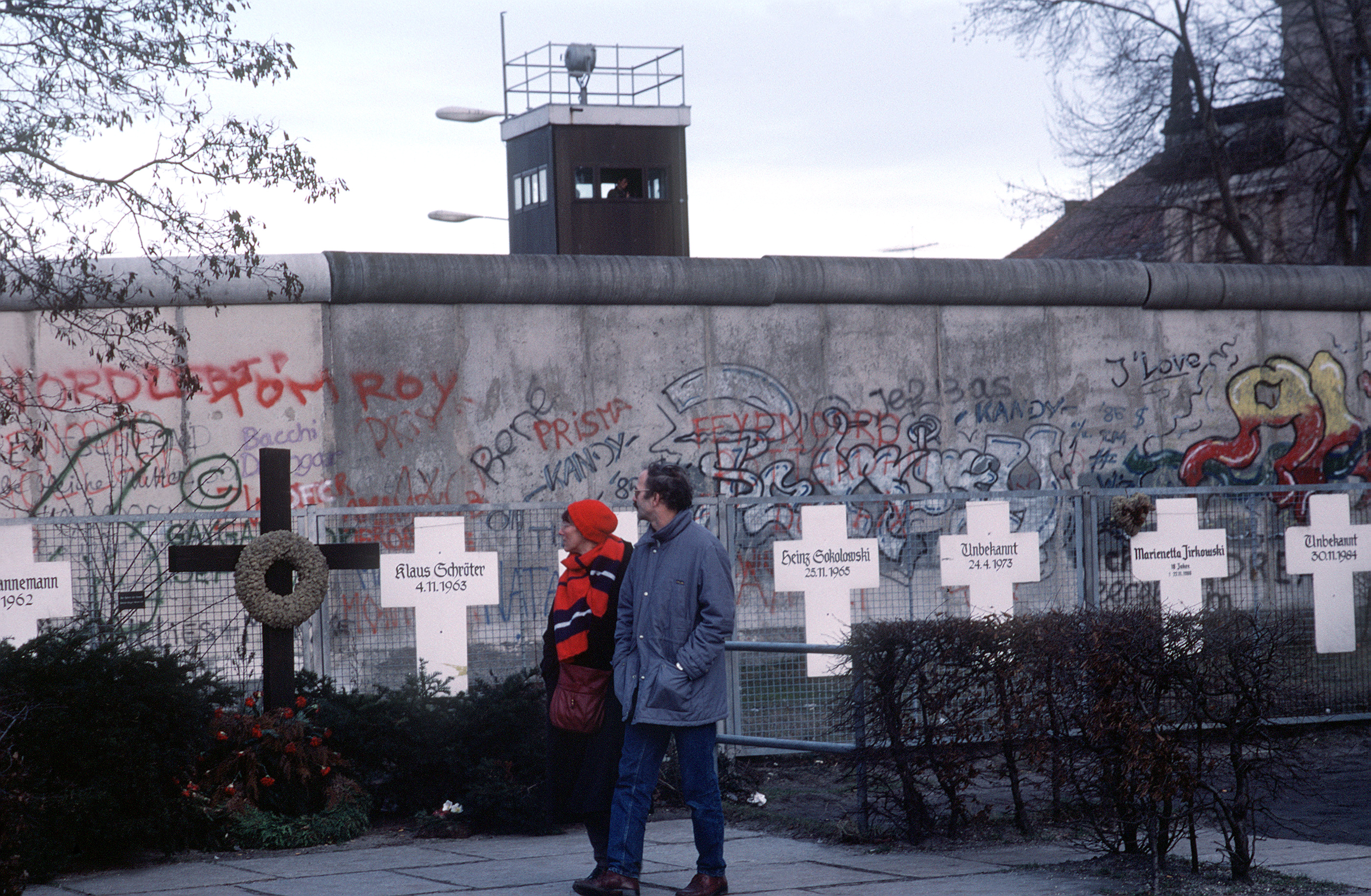
Символические могильные кресты напоминают о жертвах Берлинской стены. Январь 1990

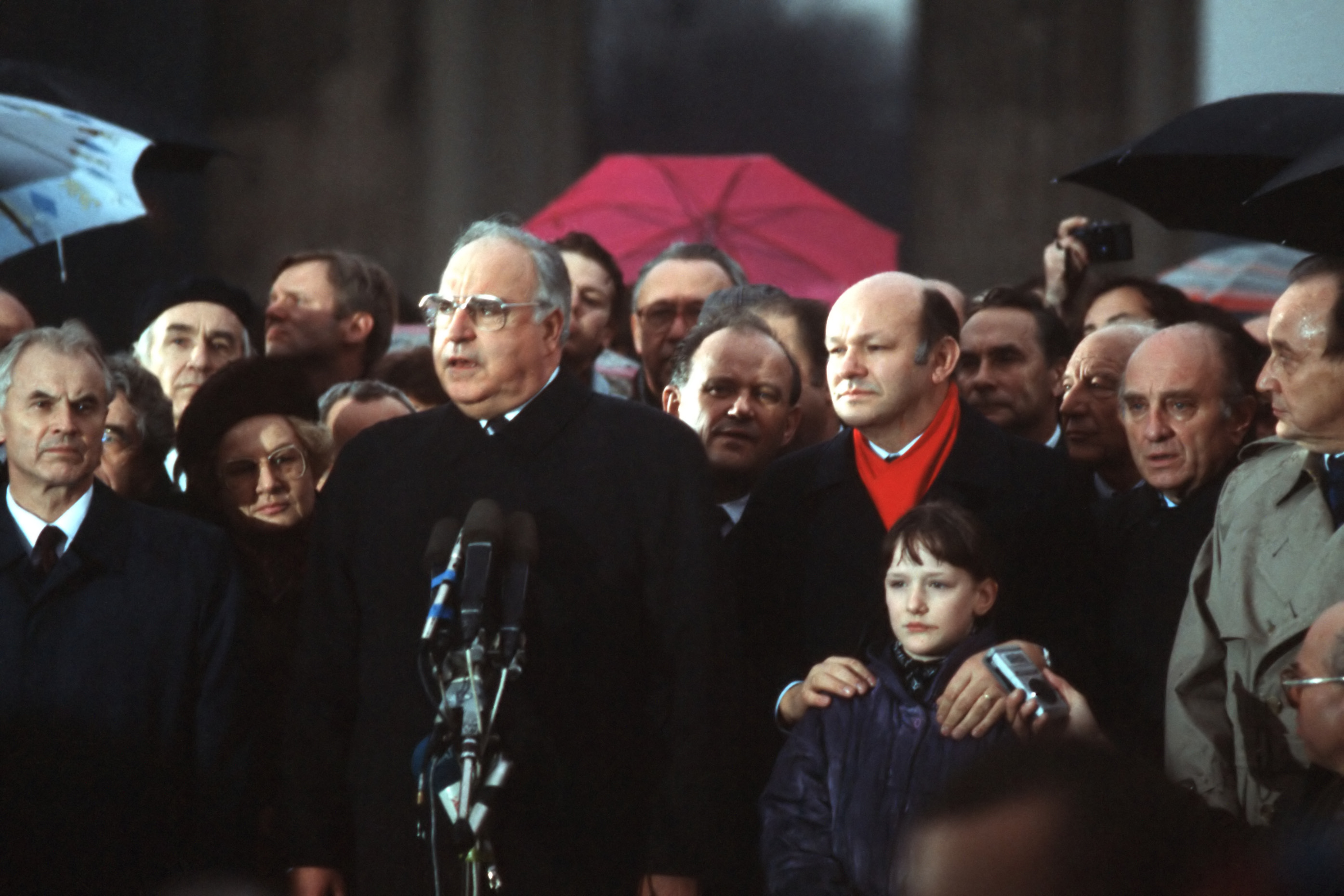
Председатель Совета министров ГДР Ханс Модров, федеральный канцлер Гельмут Коль, правящий бургомистр Западного Берлина Вальтер Момпер на торжественном открытии Бранденбургских ворот в Берлине 22 декабря 1989 года

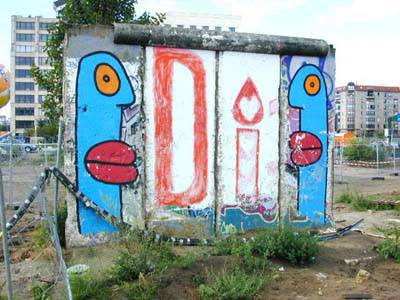
Фрагмент Берлинской стены близ Потсдамской площади

Находясь в октябре 1989 года с визитом в Берлине по случаю празднования 40-й годовщины образования ГДР, М. С. Горбачёв в своей речи заявил, что запретительные меры в отношении граждан ГДР, бежавших из страны через границы Венгрии и Чехословакии, недопустимы. 9 ноября, неправильно восприняв выступление на пресс-конференции члена Политбюро СЕПГ Гюнтера Шабовски, пограничники на переходе Борнхольмер-штрассе (нем. Bornholmer Straße) пропустили собравшуюся там толпу через границу. Пограничники решили, что Политбюро СЕПГ разрешило открыть границы, хотя окончательное решение по этому вопросу ещё не было принято. Руководство ГДР после отставки в октябре своего главы Эриха Хонеккера оказалось в полном замешательстве.
Многие берлинцы, забравшись на стену у Бранденбургских ворот, пустились на радостях танцевать. Берлинская стена вскоре была снесена, а берлинцы молотками добыли себе исторические сувениры из обломков стены.
Обер-бургомистр Восточного Берлина Тино Швирцина и правящий бургомистр Западного Берлина Вальтер Момпер приступили к переговорам для подготовки к предстоящему объединению разделённого города. Тандем бургомистров вскоре получил шуточные прозвища Швирцомпер и Момпцина, а объединённое городское правительство западноберлинского Сената и восточноберлинского магистрата именовали в шутку «Маги-Сенат».

## Новейшая история Берлина
Согласно Договору об объединении Германии с воссоединением Германии 3 октября 1990 года Берлин становился столицей немецкого государства. С принятием этого договора четыре державы-союзницы прекратили контроль над Берлином. Тем самым спорный юридический статус Берлина был снят, а берлинский вопрос окончательно решён. 2 декабря 1990 года состоялись первые выборы в городское собрание объединённого Берлина. Но бундестаг и федеральное правительство пока ещё находились в Бонне. Лишь после долгих и жарких споров 20 июня 1991 года бундестаг принял решение о переводе в столицу Берлин парламентских и правительственных учреждений.
Первым из конституционных органов объединённой Федеративной Республики Германия в Берлин переехал 1 января 1994 года федеральный президент Рихард фон Вайцзеккер. 7 сентября 1999 года начал работу в Берлине бундестаг, а 29 сентября 2000 года — бундесрат.
В 1996 году в Берлине и Бранденбурге проводился референдум по вопросу слияния двух федеральных земель, натолкнувшийся на сопротивление слиянию со стороны бранденбуржцев. Отменённые после объединения Германии государственные дотации и берлинский банковский скандал 1997 года обернулись для города — федеральной земли Берлин огромными финансовыми и налоговыми проблемами, ограничивающими свободу действий городского правительства. Это привело в 2001 году к отставке правящего бургомистра Эберхарда Дипгена на основании вотума недоверия, на этом посту его сменил Клаус Воверайт.